# 小浜警察署

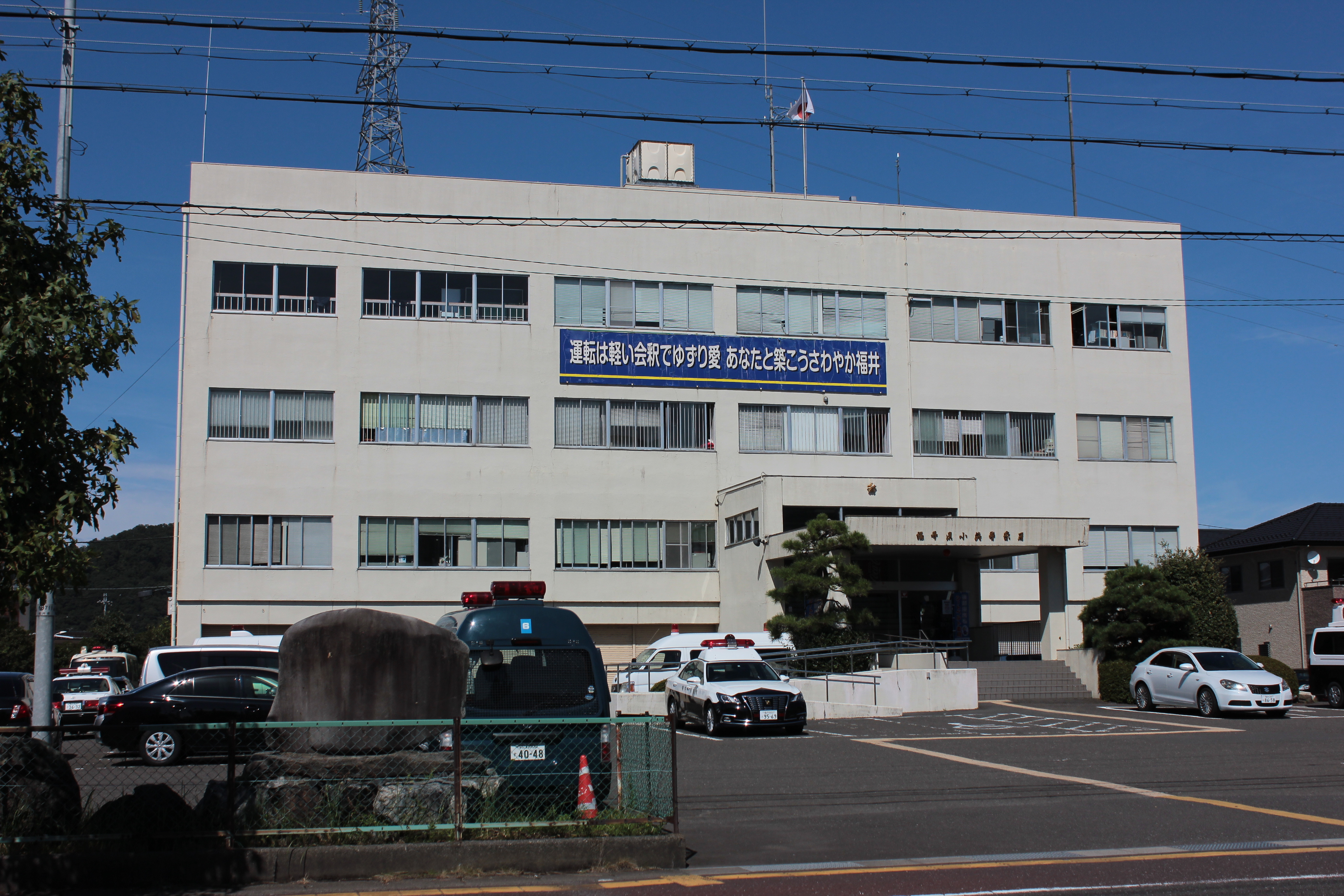
2020年1月まで使用された小浜警察署旧庁舎

小浜警察署（おばまけいさつしょ）は、福井県警察が管轄する警察署の一つである。識別章所属表示はSN。明治14年までは、滋賀県警察の管轄であったが福井県に移管され現在に至る。

## 沿革
- 1954年（昭和29年）7月：警察法改正により小浜市警察から福井県警察に改組となる。
- 2020年（令和2年）2月3日：小浜市南川町から同市遠敷へ新築移転[2][3]。

## 所在地
- 福井県小浜市遠敷第9号11番地1[1]

## 管轄区域
- 小浜市
- 大飯郡高浜町・おおい町
- 三方上中郡若狭町の一部（旧遠敷郡上中町の区域）

## 交番・駐在所等
2020年時点。

### 交番
- 高浜交番（大飯郡高浜町宮崎）
- 駅前交番（小浜市駅前町）
- 上中交番（三方上中郡若狭町上吉田）

### 駐在所
小浜市
- 遠敷駐在所（小浜市遠敷）
- 今富駐在所（小浜市和久里）
- 中名田駐在所（小浜市深野）
- 福谷駐在所（小浜市福谷）
- 加斗駐在所（小浜市飯盛）

大飯郡
- 和田駐在所（高浜町青戸）
- 青駐在所（高浜町青）
- 大島駐在所（おおい町大島）
- 大飯駐在所（おおい町本郷）
- 佐分利駐在所（おおい町石山）
- 名田庄駐在所（おおい町名田庄久坂）
- 坂本駐在所（おおい町名田庄口坂本）

三方上中郡
- 野木駐在所（若狭町玉置）

### 検問所
- 六路谷検問所（大飯郡高浜町六路谷）

## 警備艇
- すいせん

## 隣接区域を管轄する警察署
福井県警察
- 敦賀警察署

滋賀県警察
- 高島警察署

京都府警察
- 南丹警察署
- 綾部警察署
- 舞鶴警察署

## 主な事件・出来事
- 1949年（昭和24年）6月2日 - 本郷事件が発生。
- 2008年（平成20年）11月21日 - 小浜署の49歳巡査長を、パトカーのガソリン代を自家用車に私的流用した詐欺容疑で書類送検した。停職3カ月の懲戒処分となったが、同日依願退職した。
- 2009年（平成21年）11月2日 - パトカーが鉄柱に衝突する単独事故を起こし、小浜署高浜交番の警官2名が殉職。
- 2013年（平成25年）10月21日 - 小浜署の19歳巡査が、包丁を振り回す男に4発発砲する事件が発生。
- 2015年（平成27年）4月24日 - 首相官邸無人機落下事件の被疑者が出頭。直ちに警察庁へ連絡する事態となった。
- 2019年（令和元年）10月4日 - 森山栄治が1990年代、高浜町を管轄する小浜署や駐在所を訪れ、複数幹部に多額の商品券や高級魚などを贈っていた賄賂事件が発覚[5]。
- 2021年（令和3年）1月5日 - 小浜署の20代男性警察官が新型コロナウイルスに感染したことが判明し接触者ら警察職員73人が自宅待機する事態となった。福井県警からの感染者確認は初めて。